# Keiko Sei
Keiko Sei ist eine Autorin, Kuratorin, Lehrende und als Medienaktivistin Verfechterin unabhängiger Medien. Sie fördert den kreativen Aktivismus durch verschiedene künstlerische Projekte, Forschungsprojekte, Schriften, Ausbildungsleitungen, Gastprofessuren, und Workshops und hält weltweit Vorträge und Seminare an Bildungsinstituten.

## Werdegang
Sie begann mit ihrer Filmausbildung in Burma (Myanmar). Anfang der 1980er Jahre war Keiko Sei als Videokuratorin in Japan tätig und leitete eine Organisation für Videokunst und unabhängiges Video. 1988 zog sie nach Osteuropa, um politischer Repression unterworfene Bereiche, u. a. die kommunistische Blog-Szene, zu erforschen. Sie arbeitete mit unabhängigen Medienaktivistinnen, Journalistinnen und Künstlerinnen zusammen, die zum Wandel in Osteuropa beitrugen und setzte dann ihre Tätigkeit in Ex-Jugoslawien, weiteren Regionen in Zentralasien und im Kaukasus fort. Seit 2002 ist sie in Bangkok ansässig, um ihre Forschung über unabhängige Medien in Südostasien fortzusetzen, insbesondere in Burma, wo sie 2003 das Myanmar Moving Image Center gründete.
Sie initiierte verschiedene Projekte und arbeitete als Kuratorin, darunter The Media Are With Us – The Role of Television in the Romanian Revolution (Budapest, 1990); das Videoprogramm The Age of Nikola Tesla (Osnabrück, 1991); Ostranenie (Dessau, 1993), das Prag_Media_Symposium, Ex Oriente Lux – Rumänische Videowoche (Bukarest, 1993); die Ausstellungen Orbis Fictus (Prag, 1995) und POLITIK-UM / New Engamement, (Prag, 2002); und war als Redakteurin im Projekt documenta 12 Zeitschriften tätig (2006–2007).
Sie lehrt und hält Vorträge über Medienkunst, unabhängige Medien und Medienaktivismus an zahlreichen Institutionen, darunter an der Technischen Universität Brünn (1998–2002), in Kasachstan (1999) und als Gastprofessorin an der Staatlichen Hochschule für Gestaltung Karlsruhe (HfG).
Ihr über verschiedene Kontinente gesammeltes Videoarchiv, wurde 1999 unter translocation_new media/art, Generali Foundation, in Wien der Öffentlichkeit vorgestellt und in den deutschen Medien als «die größte Sammlung revolutionärer Videos in privater Hand» bezeichnet.
Sie schrieb für zahlreiche Publikationen weltweit u. a. für das Magazin Umělec und die Zeitung Respekt in der Tschechischen Republik. Der Schwerpunkt ihrer Essays liegt auf der Gesellschaft im Wandel.